# Campionato Brasiliense 2023
Il Campionato Brasiliense 2023 è stata la 65ª edizione della massima serie del campionato brasiliense. La stagione è iniziata il 28 gennaio 2023 e si è conclusa il 15 aprile successivo.

## Stagione

### Novità
Al termine della stagione 2022, sono retrocesse Unaí e Luziânia. Sono salite dalla Segunda Divisão il Samambaia e il Real Brasília.

### Formato
Il torneo si svolge in due fasi: la prima è composta da un girone unico. Le prime quattro classificate di tale girone, accedono alla seconda fase che decreterà la formazione vincitrice del campionato.
La formazione vincitrice e la finalista perdente, potranno partecipare alla Série D 2024, alla Coppa del Brasile 2024 e alla Copa Verde 2024. Le ultime due classificate della prima fase, retrocedono in Segunda Divisão.

## Risultati

### Prima fase
|  | Pos. | Squadra        | Pt | G | V | N | P | GF | GS | DR |
|  | ---- | -------------- | -- | - | - | - | - | -- | -- | -- |
|  | 1.   | Real Brasília  | 18 | 9 | 5 | 3 | 1 | 13 | 6  | +7 |
|  | 2.   | Brasiliense    | 15 | 9 | 4 | 3 | 2 | 18 | 9  | +9 |
|  | 3.   | Capital        | 15 | 9 | 4 | 3 | 2 | 11 | 8  | +3 |
|  | 4.   | Paranoá        | 15 | 9 | 4 | 3 | 2 | 14 | 15 | -1 |
|  | 5.   | Gama           | 14 | 9 | 4 | 2 | 3 | 8  | 6  | +2 |
|  | 6.   | Ceilândia      | 14 | 9 | 4 | 2 | 3 | 12 | 11 | +1 |
|  | 7.   | Samambaia      | 13 | 9 | 4 | 1 | 4 | 16 | 16 | 0  |
|  | 8.   | Santa Maria-DF | 7  | 9 | 2 | 1 | 6 | 9  | 14 | -5 |
|  | 9.   | Taguatinga     | 7  | 9 | 2 | 1 | 6 | 12 | 19 | -7 |
|  | 10.  | Brasília       | 7  | 9 | 2 | 1 | 6 | 9  | 18 | -9 |

Legenda:
      Ammessa alla seconda fase.
      Retrocesse in Segunda Divisão 2024
Note:
Tre punti a vittoria, uno a pareggio, zero a sconfitta.

### Seconda fase
|  | Semifinali | Semifinali    | Semifinali | Semifinali | Semifinali |  |  | Finale | Finale              | Finale | Finale | Finale |  |
|  |            |               |            |            |            |  |  |        |                     |        |        |        |  |
|  | 3          | Capital       | 0          | 0          | 0          |  |  |        |                     |        |        |        |  |
|  | 2          | Brasiliense   | 2          | 1          | 3          |  |  | 2      | Brasiliense         | 3      | 0      | 3 (1)  |  |
|  | 4          | Paranoá       | 1          | 1          | 2          |  |  | 1      | Real Brasília (dtr) | 2      | 1      | 3 (2)  |  |
|  | 1          | Real Brasília | 1          | 1          | 2          |  |  |        |                     |        |        |        |  |